# Station Všenory
Station Všenory is een spoorwegstation in de Tsjechische gemeente Všenory, zo'n 10 kilometer ten zuiden van Praag. Het station ligt aan spoorlijn 171 die van Praag naar Beroun loopt. Het station wordt beheerd door de nationale spoorwegonderneming České dráhy in samenwerking met de Staatsorganisatie voor spoorweginfrastructuur (SŽDC).
Praha hlavní nádraží ↔ Praha-Smíchov ↔ Praha-Velká Chuchle ↔ Praha-Radotín ↔ Černošice ↔ Černošice-Mokropsy ↔ Všenory ↔ Dobřichovice ↔ Řevnice ↔ Zadní Třebaň ↔ Karlštejn ↔ Srbsko ↔ Beroun